# Posle tebja...
Posle tebja... (in russo После тебя...?) è un album strumentale del cantante ucraino Andrij Danylko, pubblicato nel aprile 2005 dalla Mama Music.

## Tracce
Musiche di Andrij Danylko.
1. Otryvajas' ot zemli – 5:40
2. Vesna – 4:00
3. Sobiraja žëltye list'ja – 3:53
4. 22 – 4:50
5. What's His Name Is So Good to Me… – 3:59
6. Posle tebja... – 3:15
7. Tichoe sčast'e – 4:57
8. Kukla – 4:36
9. Let Me Play Your Part – 4:25
10. P.S. – 3:52